# Seleção Dinamarquesa de Voleibol Masculino

A seleção dinamarquesa de voleibol masculino é uma equipe europeia composta pelos melhores jogadores de voleibol da Dinamarca. A equipe é mantida pela Federação Dinamarquesa de Voleibol (Dansk Volleyball Forbund). Encontra-se na 68ª posição do ranking mundial da FIVB segundo dados de 4 de janeiro de 2012.